# Фортегуэрри, Никколо
 Никколо́ Фортегуэрри  (итал. Niccolò Forteguerri; 6 ноября 1674, Пистоя — 7 февраля 1735, Пистоя) — итальянский поэт и священник.

## Биография
Учился в Пистойе, Сиене и Пизе. Будучи клириком, близко стоял к жизни папской курии. В 1719 году Фортегуэрри был принят в академию «Аркадия», где имел значительный успех как лирический поэт. Наиболее значительное создание Никколо — поэма «Ричардетто» (Ricciardetto); она была начата в 1716 году, а закончена в 1725 году, напечатана лишь в 1738 году под псевдонимом на греческом языке (греч. Niccoló Carteromaco). Эта рыцарская поэма каролингского цикла служит хорошим примером пародийного использования старого сюжета и традиционных образов Роланда, Ринальдо и др. Используя широко Пульчи, Ариосто, Боярдо (в переделке Берни), Никколо многое заимствовал у Фоленго и Браччолини (поэма «Schemo degli Dei»). Основной сюжет любви рыцаря Ричардетто к дочери кафрского царя Леспине осложнён рядом второстепенных сюжетов, традиционно прерывающих повествование героикомической поэмы. Как и в большинстве поздних поэм каролингского цикла, в «Ричардетто» борьба Карла с сарацинами образовывала лишь далёкий фон, который он умело использовал для сложного аппарата фантастики (великаны, заколдованные замки, чудовища, волшебники). Значительное место в поэме занимают отступления, посвящённые характеристике женщин, рассуждениям о богатстве, справедливости. Наряду с выпадами против женщин, жало сатиры Фортегуэрри было обращено против монахов и духовенства. Эти инвективы ещё более решительны в стихотворных посланиях друзьям (Capitoli, изд. в Женеве, в 1765—1777). Октавы 30-ти песен поэмы отличаются тщательностью обработки, а язык её лишён вычурности и легко доступен.